# Neches
La Neches est un fleuve du Texas, aux États-Unis. Son cours s'étend sur 669 km à travers l'East Texas, depuis sa source située dans le comté de Van Zandt jusqu'à son embouchure dans le lac Sabine près du pont Rainbow. 